# Dissé-sous-le-Lude
Dissé-sous-le-Lude era una comuna francesa situada en el departamento de Sarthe, de la región de Países del Loira, que el uno de enero de 2018 pasó a ser una comuna delegada de la comuna nueva de Le Lude al fusionarse con la comuna de Le Lude.

## Demografía
| Gráfica de evolución demográfica de Dissé-sous-le-Lude entre 1800 y 2015 |
|                                                                          |

Los datos demográficos contemplados en este gráfico de la comuna de Dissé-sous-le-Lude se han cogido de 1800 a 1999 de la página francesa EHESS/Cassini, y los demás datos de la página del INSEE.